# You'll Never Walk Alone (Roy Hamilton)
You'll Never Walk Alone è il primo album discografico del cantante statunitense Roy Hamilton, pubblicato dalla casa discografica Epic Records nel dicembre del 1954.
Fu anche pubblicato, nel 1954, dalla Epic Records, un EP (codice EG 7065), sempre dal titolo You'll Never Walk Alone, contenente quattro brani.
L'album fu ripubblicato, sempre dalla Epic nel 1956 con l'aggiunta di quattro brani.
Nel 1999 l'etichetta discografica Collectables Records, pubblicò su CD (COL-CD-6043), l'intero album assieme ad un altro ellepì del cantante: The Golden Boy (uscito originariamente nel 1957).

## Tracce

### LP
Edizione LP originale del 1954, pubblicato dalla Epic Records (LN 1023)
Lato A
1. You'll Never Walk Alone (From "Carousel") – 3:16 (testo: Oscar Hammerstein II – musica: Richard Rodgers)
2. I'm Gonna Sit Right Down and Cry (Over You) – 2:57 (Joe Thomas, Howard Biggs)
3. If I Loved You (From "Carousel") – 3:00 (testo: Oscar Hammerstein II – musica: Richard Rodgers)
4. So Let There Be Love – 2:41 (Bill Cook)

Lato B
1. Ebb Tide – 2:39 (testo: Carl Sigman – musica: Robert Maxwell)
2. Beware – 2:50 (Benjamin Weisman, Kathleen Twomey, Fred Wise)
3. I Believe – 2:10 (Ervin Drake, Irvin Graham, Jimmy Shirl, Al Stillman)
4. The House I Live In (That's America to Me) – 2:44 (testo: Lewis Allan – musica: Earl Robinson)

Edizione LP del 1956, pubblicato dalla Epic Records (LN 3294)
Lato A
1. You'll Never Walk Alone – 3:16 (testo: Oscar Hammerstein II – musica: Richard Rodgers)
2. I'm Gonna Sit Right Down and Cry (Over You) – 2:57 (Joe Thomas, Howard Biggs)
3. If I Loved You – 3:00 (testo: Oscar Hammerstein II – musica: Richard Rodgers)
4. So Let There Be Love – 2:41 (Bill Cook)
5. Ebb Tide – 2:39 (testo: Carl Sigman – musica: Robert Maxwell)
6. Beware – 2:50 (Benjamin Weisman, Kathleen Twomey, Fred Wise)

Lato B
1. I Believe – 2:10 (testo: Ervin Drake, Irvin Graham, Jimmy Shirl, Al Stillman)
2. The House I Live In (That's America to Me) – 2:44 (testo: Lewis Allan – musica: Earl Robinson)
3. Unchained Melody – 2:57 (testo: Hy Zaret – musica: Alex North)
4. Forgive This Fool – 2:19 (William Cook)
5. You Wanted to Change Me – 2:23 (Alan Freed, Glen Moore)
6. Hurt – 2:12 (Jimmie Crane, Al Jacobs)

## Musicisti
- Roy Hamilton - voce
- Owen B. Masingill - conduttore orchestra, arrangiamenti

## Classifica
Singoli
| Anno | Titolo del brano        | Classifica            | Posizione raggiunta |
| ---- | ----------------------- | --------------------- | ------------------- |
| 1954 | You'll Never Walk Alone | Hot R&B/Hip-Hop Songs | 1                   |
| 1954 | If I Loved You          | Hot R&B/Hip-Hop Songs | 4                   |
| 1954 | Ebb Tide                | Hot R&B/Hip-Hop Songs | 5                   |
| 1954 | Hurt                    | Hot R&B/Hip-Hop Songs | 8                   |
| 1955 | Unchained Melody        | Hot R&B/Hip-Hop Songs | 1                   |
| 1955 | Unchained Melody        | Billboard Hot 100     | 6                   |
| 1955 | Forgive This Fool       | Hot R&B/Hip-Hop Songs | 10                  |